# Kothener Busch
Der Kothener Busch ist ein bewaldetes Naherholungsgebiet in der nordrhein-westfälischen Großstadt Wuppertal.

## Lage und Beschreibung
Das seit dem 19. Jahrhundert als Erholungsgebiet genutzte Waldgebiet liegt im Stadtteil Unterbarmen auf dem Gebiet der Wohnquartiere Kothen und Lichtenplatz. Es erstreckt sich von 230 Meter ü. NN bis auf 320 Meter ü. NN die Wuppertaler Südhöhen hinauf und wird im Norden und Osten von der Oberen Lichtenplatzer Straße (Landesstraße 419) und im Westen von dem Kerbtal des Auer Bachs begrenzt. Weitere Fließgewässer sind der Kothener Bach, der ebenfalls ein tiefes Kerbtal bildet, und der Lichtenplatzer Bach. Östlich vom Kothener Busch schließen sich der Barmer Wald und die Barmer Anlagen an.
Im Norden des Kothener Busch liegen die Kleingartenanlagen Kothen, Kothener Wald, im Osten die Kleingartenanlage Springen und im Süden die Kleingartenanlage Lichtenplatz. Der Wupperweg und der Residenzenweg durchqueren das Waldgebiet.
Der Kothener Busch ist als 58,6 Hektar großes Landschaftsschutzgebiet ausgewiesen. Ein als Naturdenkmal ausgewiesener ehemaliger Steinbruch in Form einer Schlucht bildet eine interessante geologische Struktur im Waldgebiet.
Im Herbst 2011 wurde im Kothener Busch Wuppertals erste legale Downhillstrecke eröffnet.